# GitHub Pages
GitHub Pages是GitHub提供的一个網頁寄存服務，於2008年推出。可以用于存放静态网页，包括博客、项目文档甚至整本书。Jekyll軟體可以用于将文档转换成静态网页，该软件提供了将网页上传到GitHub Pages的功能。一般GitHub Pages的网站使用github.io的子域名，但是用户也可以使用第三方域名。

## 外部連結
- 官方網站 （页面存档备份，存于）